# Cuartel de Emiliano Zapata
Cuartel de Emiliano Zapata är en ort i Mexiko.   Den ligger i kommunen Ocampo och delstaten Michoacán de Ocampo, i den södra delen av landet, 120 km väster om huvudstaden Mexico City. Cuartel de Emiliano Zapata ligger 2 763 meter över havet och antalet invånare är 486.
Terrängen runt Cuartel de Emiliano Zapata är varierad, och sluttar västerut. Runt Cuartel de Emiliano Zapata är det ganska tätbefolkat, med 222 invånare per kvadratkilometer. Närmaste större samhälle är Heróica Zitácuaro, 17,3 km söder om Cuartel de Emiliano Zapata. I omgivningarna runt Cuartel de Emiliano Zapata växer i huvudsak blandskog.